# Schlagmühle (Rain)
Schlagmühle ist ein Gemeindeteil der Stadt Rain  im Landkreis Donau-Ries (Regierungsbezirk Schwaben, Bayern).

## Geographie
Die Einöde Schlagmühle liegt rund sechs Kilometer südöstlich von Rain und 200 Meter nördlich des Ortsrandes von Gempfing an der Kleinen Paar.

## Geschichte
In der Güterkonskription von 1752 ist ein halber Hof mit dem Hausnamen Untere Schlagmühle unter Gempfing verzeichnet. Das Anwesen war dem Kloster St. Walburg in Eichstätt grundbar.
Schlagmühle war seit dem zweiten Gemeindeedikt von 1818 ein Gemeindeteil von Gempfing und wurde mit dieser Gemeinde am 1. Juli 1972 im Zuge der Gebietsreform in Bayern in die Stadt Rain eingegliedert.